# Harmathy Attila
Harmathy Attila (Budapest, 1937. április 20. – 2022. augusztus 30.) Széchenyi-díjas magyar jogtudós, egyetemi tanár, a Magyar Tudományos Akadémia rendes tagja. 1993 és 1995 között az MTA főtitkár-helyettese, majd 1999-ig alelnöke. A polgári jog, ezen belül az összehasonlító polgári jog neves kutatója. 1990 és 1993 között az Eötvös Loránd Tudományegyetem Állam- és Jogtudományi Kar dékánja. 1998 és 2007 között az Alkotmánybíróság tagja.

## Tudományos pályafutása
1955-ben érettségizett, majd felvették az Eötvös Loránd Tudományegyetem Állam- és Jogtudományi Kára, ahol 1959-ben szerzett állam- és jogtudományi doktorátust. Ezenkívül Strasbourg-ban összehasonlító polgári jogot hallgatott a Faculté internationale de droit comparé-n 1964 és 1967 között.
1959 és 1960 között a Magyar Külkereskedelmi Bank, majd 1960 és 1962 között a Malév jogtanácsosa volt, de már ekkor óraadó tanárként is dolgozott az ELTE római jogi, majd polgári jogi tanszékén. Tanársegédi és adjunktusi kinevezése után 1974-ben a polgári jogi tanszék egyetemi docense lett, 1982-ben megkapta egyetemi tanári kinevezését. 2007-ben emeritálták. 1990-ben a kar dékánjává választották, mely posztot 1993-ig viselt. A kar posztgraduális képzésének kari vezetője volt utána 2003-ig és tagja a Doktori Iskola tanácsának. Egyetemi oktatói pályafutása mellett az MTA Állam- és Jogtudományi Intézetének munkatársa lett 1962-ben, ahol harminc évig dolgozott. Vendégkutató volt a cambridge-i Clare College-ban (1975), illetve vendégprofesszor a berkeleyi Kaliforniai Egyetemen (1988), az Aix-Marseille-i Egyetemen (1993, 1996), a Párizsi II. Egyetemen (2002), az Iowai Egyetemen (2003) és a Louisianai Állami Egyetemen (2007).
1972-ben védte meg az állam- és jogtudományok kandidátusi, 1981-ben az akadémiai doktori értekezését. 1993-ban a Magyar Tudományos Akadémia levelező tagjává, ugyanekkor főtitkár-helyettesévé is megválasztották. 1998-ban felvették a rendes tagok közé. 1996 és 1999 között a tudományos köztestület alelnöke is volt. Korábban, 1985-től több cikluson át az MTA Állam- és Jogtudományi Bizottságának alelnöke volt, 2015-ben a bizottság elnökévé választották. 1990-től 1993-ig a Tudományetikai Bizottság munkájában is részt vett. Ugyanebben a periódusban a Tudományos Minősítő Bizottság titkára volt. 1995 és 1998 között az MTA Doktori Tanácsának elnöke. 1994 és 1995 között a Magyar Akkreditációs Bizottság tagja volt. Akadémiai tisztségei mellett a Nemzetközi Összehasonlító Jogi Akadémia tagja, 1998-ban annak alelnökévé választották, emellett a Nemzetközi Kereskedelmi és Fogyasztói Akadémia, valamint az Európai Akadémia tagja. 2003-ban a Nemzetközi Intézet a Magánjog Egységesítéséért (UNIDROIT) nevű független kormányközi szervezet igazgatótanácsának tagjává választották.

### Közéleti pályafutása
1990-ben a polgári jogi kodifikációs bizottság társelnöke, majd 1998-ban új Polgári Törvénykönyv kidolgozására létrehozott kodifikációs bizottság elnöke lett, amely tisztséget 1999-ig viselt. Utódja Vékás Lajos egyetemi tanár, akadémikus lett. Lemondása azért vált szükségessé, mert 1998 decemberében az Alkotmánybíróság tagjává választották. A testületnek 2007 áprilisáig volt tagja, amikor hetvenedik életéve betöltése miatt törvényileg megszűnt a megbízatása.

## Munkássága
Fő kutatási területe a polgári jog és az összehasonlító polgári jog, ezen belül a kötelmi jog szerződésekkel kapcsolatos része.
Nemzetközileg is elismert eredményeket ért el a szerződési jog és a szerződések elmélete területén, elsősorban a szerződések gazdasági és gazdaságirányítási folyamatokban betöltött különös szerepét kutatta. Kiterjedten foglalkozott a polgári és a kereskedelmi jog rendszerváltás utáni átalakulásával. Egyik vezetője volt a polgári törvénykönyv rekodifikációjának. Alkotmánybíróvá történt megválasztása után kezdett el részletesebben foglalkozni a polgári jog és az Alkotmány viszonyával. Több jogtudományi szakkönyv szerzője vagy társszerzője. Munkáit elsősorban magyar, angol és német nyelven adja közre, de több publikációja jelent meg francia nyelven is.

## Családja
1966-ban vette feleségül Horváth Anna jogászt, aki később az állam- és jogtudományok kandidátusa lett. 2012-ben hunyt el. Házasságukból egy fiú-, illetve egy lánygyermekük született.

## Díjai, elismerései
- A Magyar Köztársasági Érdemrend középkeresztje (1992)
- Deák Ferenc-díj (1995)
- Francia Becsületrend tiszti fokozata (1997)
- Szent-Györgyi Albert-díj (1999)
- A Magyar Köztársasági Érdemrend középkeresztje a csillaggal (2007)
- Széchenyi-díj (2012)
- a Pécsi Tudományegyetem díszdoktora (2015)
- az Eötvös Loránd Tudományegyetem díszdoktora (2015)
- Akadémiai Aranyérem (2019)

## Főbb művei
- Gazdasági mechanizmus és szállítási szerződési rendszer (1966)
- A szerződési rendszer vizsgálatáról (Eörsi Gyulával, 1970)
- Felelősség a közreműködőért (1974)
- A gazdasági jog szabályozása  (társszerző, 1979)
- A Polgári Törvénykönyv magyarázata (társszerző, először 1981)
- Szerződés – közigazgatás – gazdaságirányítás (1983)
- The Influence of Legal Systems on Modes of Implementation of Economic Policy (1988)
- Legal Aspects of Privatisation, General Report (1993)
- Az állam gazdasági szerepváltozásának jogi tükröződése (1997)
- Introduction to Hungarian Law (szerkesztő, 1998)
- Process of Transition and Commercial Law in Central and Eastern Europe (1998)
- Codification in a Period of Transition (1999)
- A polgári jog a századfordulón (2000)
- Bírói gyakorlat – Alkotmány (2004)
- A polgári jog 1985–2005 között bekövetkezett változásairól (2007, angolul is)
- A jogösszehasonlítás kérdései napjainkban (2010)
- Alkotmányjog – Polgári jog (2012)